# Comuna de Szadek
Szadek (polaco: Gmina Szadek) é uma gminy (comuna) na Polónia, na voivodia de Lodz e no condado de Zduńskowolski.
De acordo com os censos de 2004, a comuna tem 7408 habitantes, com uma densidade 48,7 hab/km².

## Área
Estende-se por uma área de 151,96 km², incluindo:
- área agricola: 73%
- área florestal: 21%

## Demografia
Dados de 30 de Junho 2004:
|                      | Total   | Total | Mulheres | Mulheres | Homens  | Homens |
| -------------------- | ------- | ----- | -------- | -------- | ------- | ------ |
|                      | pessoas | %     | pessoas  | %        | pessoas | %      |
| População            | 7408    | 100   | 3703     | 50       | 3705    | 50     |
| Densidade (pop./km²) | 48,7    | 100   | 24,4     | 24,4     | 24,4    | 24,4   |

De acordo com dados de 2002, o rendimento médio per capita ascendia a 1223,75 zł.

## Subdivisões
- Boczki, Borki Prusinowskie, Choszczewo, Dziadkowice, Górna Wola, Góry Prusinowskie, Grzybów, Karczówek, Kobyla Miejska, Kotliny, Krokocice, Lichawa, Łobudzice, Piaski, Prusinowice, Przatów Górny, Reduchów, Rzepiszew, Sikucin, Stary Kromolin, Szadkowice, Tarnówka, Wielka Wieś, Wilamów, Wola Krokocka, Wola Łobudzka.

## Comunas vizinhas
- Łask, Warta, Wodzierady, Zadzim, Zduńska Wola